# ガーラ (企業)
株式会社ガーラ（英語: Gala Inc.）は、オンラインゲームサービス提供企業、オンラインゲーム開発企業、コミュニティ・ソリューション企業を傘下に置く持株会社。創業者は菊川曉である。

## 概要
ガーラはオンラインゲーム事業とコミュニティ・ソリューション事業の2つの事業領域を形成するガーラグループの中核企業である。そのうち、オンラインゲーム事業が売り上げの9割を占めている。なお、オンラインゲーム事業の売り上げのおよそ9割が海外の子会社よりもたらされている。
オンラインゲーム事業ではgポテト（gPotato）のブランド名にてゲームポータルサービスを各国子会社が展開している。
2005年（平成17年）にアメリカでオンラインゲーム事業を展開するためにGala-Netを設立し、その成功を切っ掛けにそれまでSNSやホームページ制作等のコミュニティー・ソリューション事業やデータマイニング事業からオンラインゲーム事業へと重心を移し、現在に至る。
オンラインゲーム開発会社のGala Labを傘下に抱え、内製ゲームを提供する一方、他社のタイトルもライセンス獲得し提供している。すべて基本プレイ料金無料のゲームとなっており、ゲーム内アイテムの販売により収益を上げている。また2012年（平成24年）にはスマートフォンアプリ事業を展開するため、ガーラポケット・Gala Innovativeの2社を設立した。
しかし、2012年3月期第2四半期から売上高が減少に転じ、2013年3月期第2四半期は前年比43％減と大幅に落ち込んだ。これに伴い、同四半期には継続事業の前提に関する事項の注記が付けられている。
2013年（平成25年）2月、スマートフォンアプリ事業に資金を集中投資するため、欧米のPC向けオンラインゲーム事業から撤退。Gala-Net及びその子会社2社を、韓国のWebzenに売却した。

## 沿革
- 1993年（平成5年）9月 - 株式会社ガーラ設立（資本金1,000万円）。
- 1996年（平成8年）8月 - 日本初の学生向け会員制コミュニティサイト「キャンパスネット」開始。
- 1997年（平成9年）3月 - ゲームのコミュニティサイト「ゲームネクスト」開始。
- 1998年（平成10年）7月 -「キャンパスネット」「ゲームネクスト」を統合した総合コミュニティサイト「ガーラフレンド」開始。
- 1999年（平成11年）7月 - 掲示板への書き込みを事前にフィルタリングする「サイバーコップス」に関する特許を取得。
- 2000年（平成12年）
  - 1月 - リスクモニタリングサービス「e-マイニング」開始。
  - 2月 - ガーラウェブを100％子会社化。
  - 8月 - ナスダック・ジャパン（現・JASDAQ）に上場（資本金6億650万円）。
- 2001年（平成13年）11月 - マーケティングリサーチサービス「バイラルリサーチ」開始。
- 2004年（平成16年）5月 - 米国にGala-Net Inc.を設立。
- 2005年（平成17年）
  - 10月 - 電通と共同でASP「電通バズリサーチ」サービス開始。
  - 11月 - Gala-Net Inc.にてオンラインゲームポータル事業開始。
- 2006年（平成18年）
  - 1月 - Aeonsoft Inc.を100％子会社化。
  - 10月 - オンラインゲームポータル事業開始。Gala-Net Inc.の子会社としてGala Networks Europe Ltd.を設立。
  - 12月 - nFlavor Corp.の連結子会社化。Gala Networks Europe Ltd.にてオンラインゲームポータル事業開始。
- 2007年（平成19年）
  - 4月 - 株式会社ガーラモバイルを設立。
  - 9月 - ガーラモバイルにて携帯電話向けオンラインゲームポータル事業開始。
  - 12月 - 株式会社ガーラバズを設立。
- 2008年（平成20年）
  - 2月 - 株式会社ベクターと業務・資本提携。
  - 3月 -「電通バズリサーチ」を事業譲渡。
  - 7月 - 純粋持株会社体制へ移行。ガーラモバイルは株式会社ガーラジャパンに商号変更。
- 2010年（平成22年）
  - 3月 - ガーラジャパンが携帯電話向けオンラインゲームポータル事業を終了。
  - 6月 - Aeonsoft Inc.とnFlavor Corp.を合併。Gala-Net Brazil Ltd.を設立。
  - 7月 - Aeonsoft Inc.からGala Lab Corp.に商号変更。
- 2011年（平成23年）
  - 6月 - 事業持株会社体制へ移行。
  - 8月 - Gala Networks Europe Ltd.の韓国事業所を譲受。
- 2012年（平成24年）
  - 4月 - 株式会社ガーラポケットを設立。
  - 5月31日 - 株式会社ガーラバズの全株式をホットリンクに譲渡[6]。
  - 10月 - 米国にGala Innovative Inc.を設立[7]。
- 2013年（平成25年）2月15日 - Gala-Net Inc.の全株式を、韓国のWebzen Inc.に譲渡。同社の子会社であるGala Networks Europe Ltd.及びGala-Net Brazil Ltd.も当社グループを離脱。
- 2014年（平成26年）10月 - 韓国にGala Connect Inc.を設立。
- 2015年（平成27年）
  - 4月1日 - ガーラジャパンがガーラポケットを吸収合併[8]。
  - 4月23日 - ガーラウェブの全株式をトライベック・ストラテジーに譲渡[9]。
  - 9月 - 韓国にGala Mix Inc.を設立。
- 2019年（令和元年）5月31日 - Megazone Cloud Corporation （韓国）と業務提携[10]。GPM Co.,Ltd.（韓国）と業務提携[11]。
- 2020年（令和2年）2月 - Gala Connect Inc.を清算。
- 2021年（令和3年）4月 - 株式会社ツリーフルを第三者割当増資引受けにより子会社化[12]。

## 主な受賞歴
- 「2010 デロイト 日本テクノロジー Fast50」 第41位受賞[13]
- 「2009 デロイト 日本テクノロジー Fast50」 第24位受賞[14]
- 「2009 デロイト アジア太平洋地域テクノロジー Fast500」第302位受賞[15]
- 「2008 デロイト 日本テクノロジー Fast50」 第12位受賞[16]
- 「2008 デロイト アジア太平洋地域テクノロジー Fast500」第135位受賞[17]

## グループ会社
2023年3月末現在で連結子会社4社である。
- 株式会社ガーラジャパン
- Gala Lab Corp.
- Gala Mix Inc.（韓国）
- 株式会社ツリーフル

## ゲーム
以下は日本における状況を表す。

### 過去
- Rappelz（2006年10月25日正式サービス開始、2018年2月28日サービス終了[19]）※韓nFlavor（現・Gala Lab）開発
- Street Gears（2009年1月20日オープンサービス開始[20]、2009年3月31日オープンサービス終了[21]）※韓nFlavor開発
- 英雄の城（英語版）（2009年12月11日サービス開始[22]、2011年12月20日サービス終了[23]）※蘇州市蝸牛電子（蝸牛数字（中国語版）） 開発
- アイリスオンライン（2010年5月25日正式サービス開始、2012年12月25日サービス終了[24]）※韓EYA Interactive開発
- フリフオンライン（2010年4月1日エキサイトより運営移管[25]、2017年9月29日サービス終了[26]）※韓Aeonsoft（現・Gala Lab）開発
- エターナルブレイド（旧・IL:Soulbringer。2011年6月8日正式サービス開始[27]、2011年11月15日サービス休止[28]、2013年3月30日名前を変更して正式サービス開始[29]、2013年8月28日サービス休止[30]）
- SEVENCORE（2012年9月25日正式サービス開始[31]、2013年3月29日サービス終了[32]）
- ゼノビアン（2013年5月15日正式サービス開始[33]、2015年6月30日サービス終了[34]）
- Masquerade（2013年6月18日正式サービス開始[35]、2014年5月30日サービス終了[36]）
- Flyff Puzmon（2015年8月19日サービス開始[37]、2016年10月12日サービス終了[38]）※韓Gala Lab開発
- Flyff All Stars（2015年6月4日サービス開始[39]、2016年10月12日サービス終了[38]）※韓Gala Lab開発
- ARCANE-アーケイン-（2016年8月8日サービス開始[40]、2019年3月20日サービス終了[41]）※韓PlayWorks開発[42]
- FOX-Flame Of Xenocide-（2018年12月6日サービス開始[43]、2019年7月25日サービス終了[44]、2019年7月23日DMM版サービス開始[45]、2019年11月15日DMM版サービス終了[46]）※韓Fox Games開発
- フリフ （旧名Flyff Legacy。2017年9月12日サービス開始[47]、2021年韓WAY2BITへと売却[48]）※韓Gala Lab開発

## 社名の由来
GALAはキリスト教の祭宴を意味するラテン語。人と人が出会う場の意味が込められてる。